# Боровица (река)
Вижте пояснителната страница за други значения на Боровица.
Боровица (до 29 юни 1942 г. Чам дере) е река в Южна България, област Смолян, община Баните, област Пловдив, община Асеновград и област Кърджали, общини Черноочене и Кърджали, ляв приток на Арда (влива се в язовир „Кърджали“). Дължината ѝ е 42,1 km. Отводнява крайните североизточни части на Переликско-Преспанския дял на Западните Родопи и най-западните части на рида Гората в Източните Родопи. По долното течение на реката и по левия ѝ приток река Яйлъдере преминава границата между Западните и Източните Родопи.
Река Боровица извира под името Хамбардере на 1622 m н.в. от северното подножие на връх Елварника (1715 m) в Переликско-Преспанския дял на Западните Родопи. В началото тече на североизток, като постепенно завива на югоизток и образува голяма, изпъкнала на север дъга. Долината ѝ е дълбока, слабозалесена и опороена. Влива се отляво в река Арда, в северния ръкав на язовир „Кърджали“ на 331,5 m н.в.
Реката има широк и обезлесен водосборен басейн, разположен в т.нар. Боровишка вулканична област, като площта му е 301 km2, което представлява 5,19% от водосборния басейн на река Арда. Основни притоци: → ляв приток, ← десен приток
- ← Муровска река
- → Бичка
- ← Чатърдере
- ← Сусусдере
- → Кокездере (най-голям приток)
- ← Сандере
- → Яйлъдере
- → Евдере
- → Коджадере

Боровица има дъждовно-снежно подхранване. Среден годишен отток при устието 5 m3/s.
По течението на реката в Област Кърджали са разположени 3 села:
- Област Кърджали

- Община Черноочене – Безводно, Войново;
- Община Кърджали – Ненково.

На река Боровица е изграден язовир Боровица, който служи за вододайна зона на град Кърджали.
Това е район в който има приказно красиви, диви и автентични гледки – селата и махалите пазят облика си от миналото. Река Боровица разделя Родопите не само географски, но и облика е съвсем различен от западните части. Този район е каменист, с интересни скални образувания, растителността е ниска, а казват че популацията на вълка и мечката напоследък е най-високата тук (сравнението е за Балканския полуостров).

## Топографска карта
- Лист от карта K-35-74. Мащаб: 1 : 100 000.
- Лист от карта K-35-75. Мащаб: 1 : 100 000.